# Antillia (spookeiland)

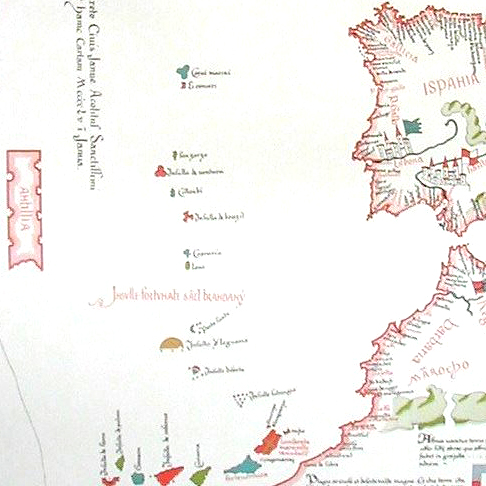
Uitsnede van een kaart van Bartolomeo Pareto uit 1455. Antillia is het rechthoekige eiland in het uiterste westen op de kaart.

Antillia of Antilia is een spookeiland in de Atlantische Oceaan dat voorkomt op Europese kaarten in de 15e en vroege 16e eeuw. Het is gebaseerd op een legende die stelt dat in de 8e eeuw (volgens sommige bronnen in 714 en volgens andere in 734), toen het rijk der Visigoten door de Moren werd veroverd, een aartsbisschop en zes bisschoppen, met hun gelovigen, vanuit Portugal naar het westen voeren, en daar zeven steden stichtten. Antillia wordt daarom ook wel het eiland van de zeven steden genoemd.
Het verschijnt voor het eerst op een kaart in 1424, en wordt vertoond als een groot eiland (ongeveer 2/3 van het formaat van Portugal), gevormd als een rechthoek met de langste as in de noord-zuid richting, en met 7 of 8 regelmatig gevormde baaien langs de kust. Antillia is het grootste eiland van een kleine archipel van imaginaire eilanden: de andere eilanden zijn Satanzes, Satanaxio of Sauluaga, ten noorden van Antillia, iets kleiner maar van vergelijkbare vorm, en twee kleinere eilanden, Taumar en Ymana of Roillo.
Diverse Portugese expedities trachtten in de vijftiende eeuw Antillia te ontdekken. De bekendste, en voor zover bekend eerste, van deze expedities, was die van Diogo de Teive uit 1452. Hij voer naar verluidt 150 zeemijl vanuit Faial in de Azoren (het is niet duidelijk of dit in noordwestelijke of zuidwestelijke richting was). Hij vond Antillia niet, maar op de terugreis ontdekte hij Flores en Corvo, de meest westelijke eilanden van de Azoren. Ook Christoffel Columbus nam Antillia op in zijn plannen. Het eiland zou, zo hoopte hij, een geschikt tussenstation vormen bij de oversteek van de Atlantische Oceaan naar Oost-Azië.
In de vroege 16e eeuw werd duidelijk dat Antillia niet bestond. Sindsdien zijn er herhaaldelijk hypothesen opgegaan dat Antillia gebaseerd is op een 14e-eeuwse verder onbekende ontdekking van Amerika. Overtuigend bewijs voor die stelling ontbreekt echter.
De Antillen zijn naar Antillia genoemd.